# Jean Crotti

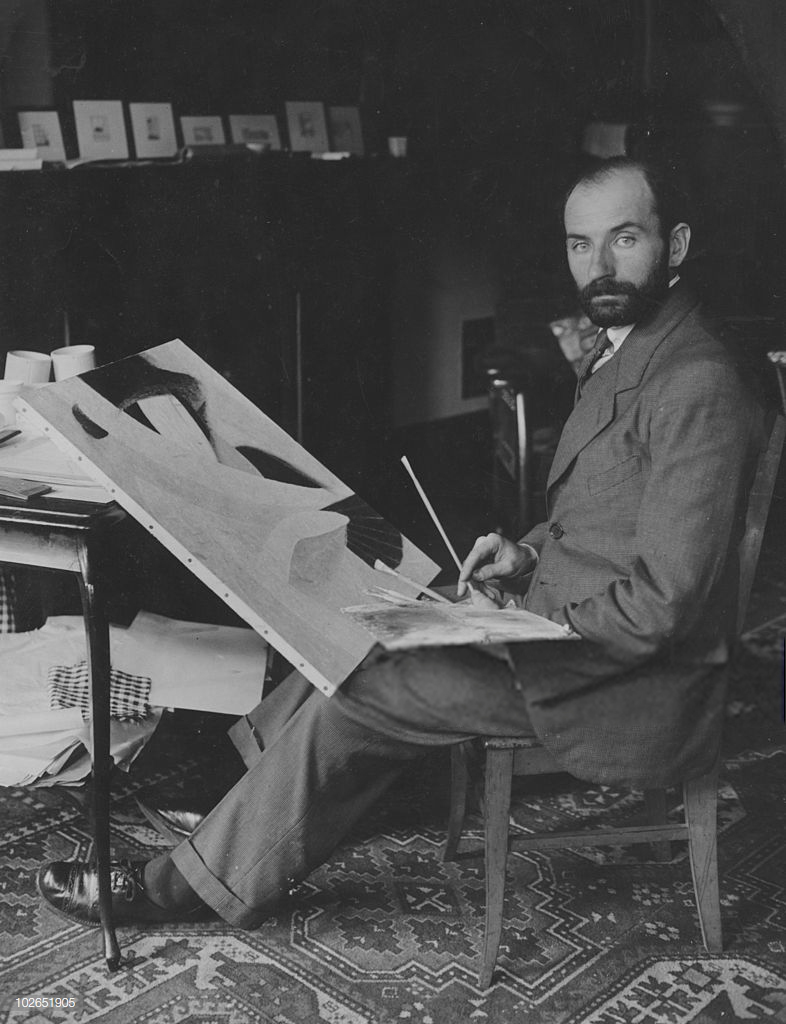
Jean Crotti um 1915

Jean-Joseph Crotti (* 24. April 1878 in Bulle südlich von Freiburg im Üechtland; † 30. Januar 1958 in Neuilly-sur-Seine bei Paris) war ein schweizerisch-französischer Maler und Graphiker des Dadaismus.

## Leben
Jean Crotti war der Sohn des aus Isone im Tessin stammenden Charles Crotti und jüngerer Bruder des später bekannten US-amerikanischen Mediziners André Crotti. Ursprünglich sollte er im väterlichen Fassadenmaler- und Gipsereigeschäft in Freiburg mitwirken, nahm aber stattdessen im Wintersemester 1894/95 ein Studium an der Kunstgewerbeschule in München auf, das seinen Erwartungen jedoch nicht entsprach. 1898 war er Praktikant in einem Atelier für Bühnendekoration in Marseille, bevor er 1901 in Paris das Kunststudium an der renommierten Académie Julian aufnahm, wo er mit Edgar Degas zu arbeiten begann. Er heiratete 1908 in erster Ehe Yvonne Antoinette Chastel.
Anfänglich vom Impressionismus, später vom Fauvismus, Nabis und vom Jugendstil beeinflusst, begann er um 1910 zu experimentieren und wandte sich über den Kubismus dem Dadaismus zu. Erste Werke konnte er 1907 im Salon d’Automne in Paris und 1908 im Salon des Indépendants ausstellen.
Wegen Ausbruch des Ersten Weltkriegs reiste Crotti mit seiner Frau 1915 nach Amerika, zunächst zu seinem Bruder in Ohio, dann nach New York. In New York lernte er das Kunstsammler-Ehepaar Walter und Louise Arensberg kennen und befreundete sich mit Francis Picabia, mit ihm arbeitete er an den Kunstzeitschriften 391 und New York Dada. Im Herbst und Winter 1915/16 teilte er sich ein Atelier mit Marcel Duchamp, hier lernte er auch dessen Schwester Suzanne kennen.
Im Herbst 1916 trennte Crotti sich von seiner Ehefrau Yvonne Chastel und kehrte nach Paris zurück, wo er im Jahr 1919 gleich nach seiner Scheidung Suzanne Duchamp heiratete. In den darauf folgenden Jahren fertigte er zahlreiche Gemälde an und stellte sie in bedeutenden Galerien in England, Frankreich, Deutschland und in den Vereinigten Staaten aus. Ab 1927 war er französischer Staatsbürger und wurde später zum Chevalier de la Légion d’honneur ernannt.
In den späten 1930er Jahren entwickelte Crotti eine Technik der Glasmalerei, die „Gemmail“ genannt wird. Hierbei werden farbige Glasteile auf einer klaren Glasscheibe mit einem Kleber versehen und durch Erhitzung zusammengefügt. Durch eine Beleuchtung des Werks von hinten wird der Anschein von Dreidimensionalität erwirkt. Unter anderem arbeiteten Pablo Picasso und Georges Braque mit dieser Technik.
Jean Crotti starb 1958 im Alter von 79 Jahren an den Folgen eines Herzinfarkts, am gleichen Tag wie sein Bruder André. Er wurde auf dem Friedhof Cimetière de Saint-Léonard in Freiburg im Üechtland, an der Seite seiner Eltern, beerdigt. Das Grab besteht bis heute (Stand Februar 2016).
Crottis Erben übergaben seine persönlichen Unterlagen wie Briefwechsel, Essays und Fotografien den „Archives of American Art, Smithsonian Institution“.

## Frühe Werke
- 1915

Portrait sur mesure de Marcel Duchamp, Assemblage
- 1916

Le Clown, Assemblage
Les Forces mécaniques de l’amour, mouvement, Assemblage
Virginité en déplacement, Gemälde
- 1918

O = T + T + O
- 1920

Tschuchigniagui
Neurhastenie
Idée en course de procession
Poésie sentimentale
L’Escalier infini
Thomas A. Edison
- 1921

Laboratoire d’idées
La Mariée dévissée
Mystère acatène

## Ausstellungen
- 1907

Salon d’Automne, Paris
- 1908

Salon des Indépendants, Paris
- 1921

Tabu : Exposition des oeuvres de Suzanne Duchamp et Jean Crotti, Galerie Montaigne, Paris
- 1959/60

Rétrospective Jean Crotti. 11. Dezember 1959 – 11. Januar 1960, Musée Galliéra, Paris
- 1983

Tabu Dada. Jean Crotti & Suzanne Duchamp : 1915–1922, Kunsthalle Bern, Musée national d'art moderne, Paris u. a.